# China Express Airlines
China Express Airlines (chinesisch 华夏航空) ist eine chinesische Regionalfluggesellschaft mit Sitz in Guiyang und Basis auf dem Flughafen Guiyang. 

## Geschichte
China Express Airlines wurde bereits 2004 gegründet, konnte ihren ersten Flug aber erst im September 2006 durchführen.

## Flugziele
China Express Airlines fliegt neben Zielen innerhalb Chinas auch Laos, Russland und Thailand an.

## Flotte

### Aktuelle Flotte

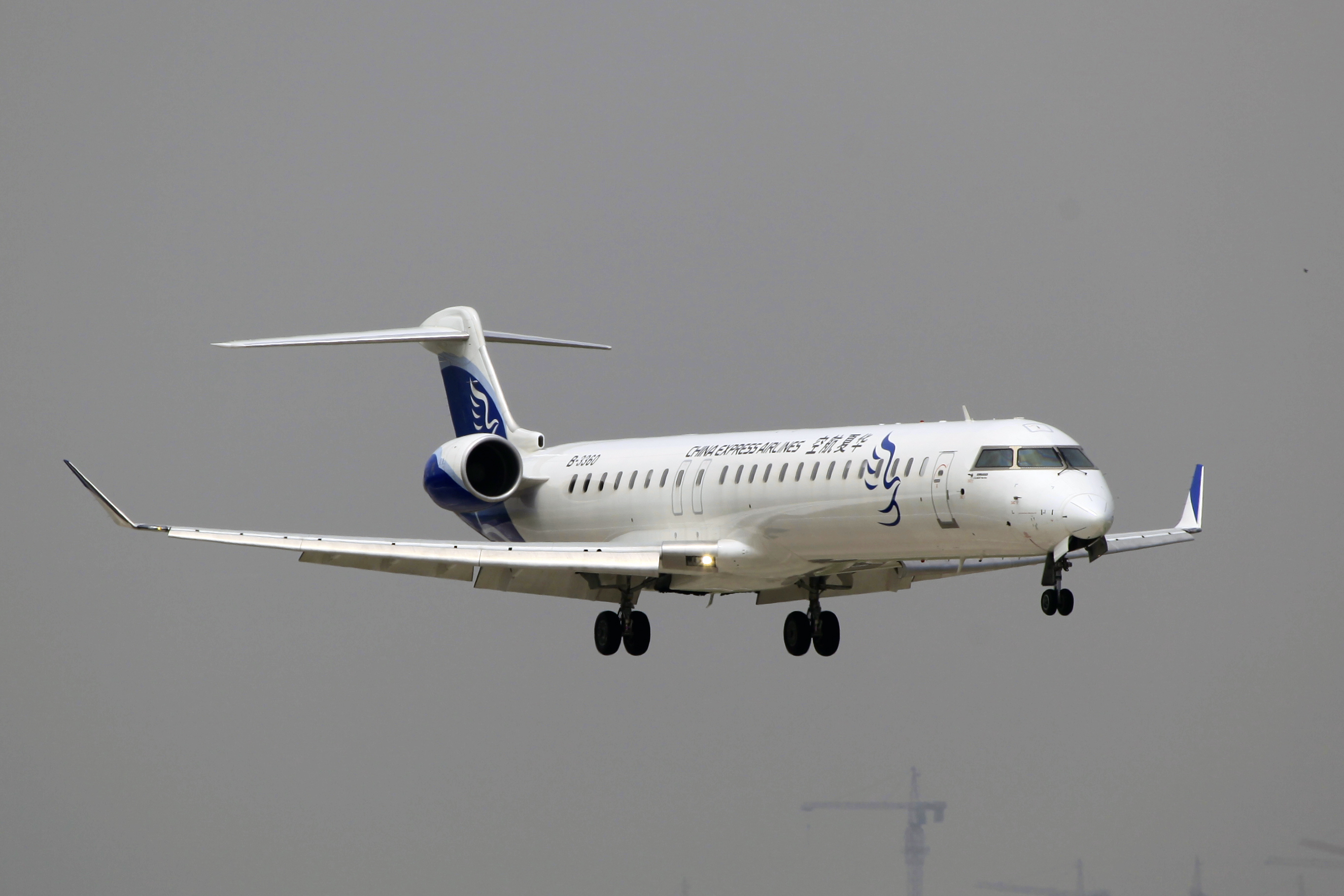
Bombardier CRJ-900 der China Express Airlines

Mit Stand November 2024 besteht die Flotte der China Express Airlines aus 72 Flugzeugen mit einem Durchschnittsalter von 6,4 Jahren:
| Flugzeugtyp       | Anzahl | bestellt | Anmerkungen | Sitzplätze | Durchschnittsalter |
| ----------------- | ------ | -------- | ----------- | ---------- | ------------------ |
| Airbus A320-200   | 11     |          |             | 172        | 6,2 Jahre          |
| Airbus A320neo    | 17     |          |             | 172        | 2,6 Jahre          |
| Bombardier CRJ900 | 36     |          |             | 84         | 9,1 Jahre          |
| Comac C909-700    | 08     | 43       |             | 90         | 3,1 Jahre          |
| Gesamt            | 72     | 43       |             |            | 6,4 Jahre          |

### Aktuelle Sonderbemalungen
| Bemalung               | Flugzeugtyp       | Luftfahrzeugkennzeichen | Zeitraum            | Bild |
| ---------------------- | ----------------- | ----------------------- | ------------------- | --- |
| Daomu Biji             | Airbus A320-200   | B-30AY                  | seit September 2022 | Bild gesucht Die Wikipedia wünscht sich an dieser Stelle ein Bild. Falls du dabei helfen möchtest, erklärt die Anleitung , wie das geht. |
| Courtesy Quzhou        | Airbus A320-200   | B-8695                  | seit März 2019      | Bild gesucht Die Wikipedia wünscht sich an dieser Stelle ein Bild. Falls du dabei helfen möchtest, erklärt die Anleitung , wie das geht. |
| Courtesy Quzhou        | Bombardier CRJ900 | B-7762                  | seit Dezember 2020  | Bild gesucht Die Wikipedia wünscht sich an dieser Stelle ein Bild. Falls du dabei helfen möchtest, erklärt die Anleitung , wie das geht. |
| Taking Off - Wuhu City | Bombardier CRJ900 | B-3362                  | seit Dezember 2022  | Bild gesucht Die Wikipedia wünscht sich an dieser Stelle ein Bild. Falls du dabei helfen möchtest, erklärt die Anleitung , wie das geht. |
| Quzhou                 | Bombardier CRJ900 | B-602P                  | seit Dezember 2022  | Bild gesucht Die Wikipedia wünscht sich an dieser Stelle ein Bild. Falls du dabei helfen möchtest, erklärt die Anleitung , wie das geht. |

### Ehemalige Flugzeugtypen
In der Vergangenheit setzte China Express Airlines bereits folgenden Flugzeugtypen ein:
- Bombardier CRJ-200[4]